# Anny... music-hall
 (septembre 2024).
Si vous disposez d'ouvrages ou d'articles de référence ou si vous connaissez des sites web de qualité traitant du thème abordé ici, merci de compléter l'article en donnant les références utiles à sa vérifiabilité et en les liant à la section « Notes et références ».
Pour plus de détails, voir Fiche technique et Distribution.
Anny... music-hall (Die vom Rummelplatz) est un film allemand réalisé par Karel Lamač, sorti en 1930.

## Fiche technique
- Titre original : Die vom Rummelplatz
- Titre français : Anny... music-hall
- Réalisation : Karel Lamač[1]
- Scénario : Charlie Roellinghoff (en), Václav Wasserman (en) et Hans H. Zerlett
- Photographie : Erich Giese et Otto Heller
- Musique : Jára Benes
- Pays de production :  Allemagne
- Format : Noir et blanc - Mono
- Genre : comédie
- Durée : 98 minutes
- Date de sortie : 1930

## Distribution
- Anny Ondra : Anny Flock
- Sig Arno : Hannes
- Margarete Kupfer : la mère d'Anny
- Viktor Schwanneke : le père d'Anny
- Toni Girardi : Ordini
- Max Ehrlich : Horbes
- Kurt Gerron : Schaubudenbesitzer
- Gretl Basch : Mimi
- Yvette Rodin : Lily
- Julius Falkenstein
- Paul Morgan
- Walter Norbert
- Paul Rehkopf
- Fritz Spira
- Bruno Arno